# Banda del Río Salí

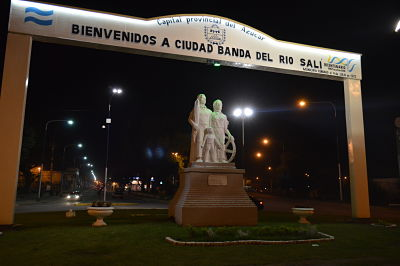
Entrada a la ciudad Banda del Río Sali Tucumán Argentina

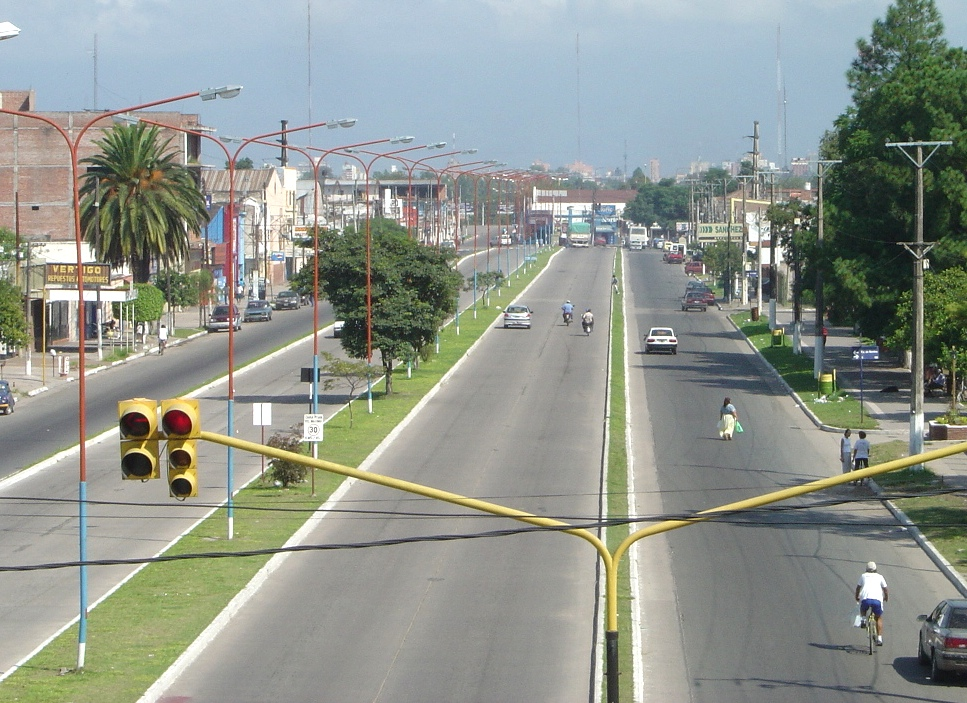
Banda del Río Salí: avenida Monseñor Díaz en el centro de la ciudad.

La Banda del Río Salí es una ciudad ubicada en el Departamento Cruz Alta en la provincia de Tucumán, Argentina. La ciudad, además de ser la cabecera departamental, forma parte del aglomerado del Gran San Miguel de Tucumán y es la segunda ciudad más grande de Tucumán.
Denominada la Capital Nacional del Azúcar,[cita requerida] se encuentra a 425 m s. n. m., a 300 metros al este de San Miguel de Tucumán (separada solo por el río sali), y la planta urbana ocupa 37 km². Limita al norte con la ciudad de Alderetes, al este con las comunas rurales de Delfín Gallo y Colombres, al sur con las comunas de San Andrés y Ranchillos-San Miguel y al oeste con el Río Salí.

## Características

### Desarrollo urbano y vías de comunicación
Estrechamente relacionada funcional y físicamente con la capital provincial, La Banda se erige como una continuación de la aglomeración urbana del Gran San Miguel de Tucumán.
La ciudad creció desorganizadamente a la vera de antiguas rutas provinciales, hoy convertidas en avenidas. Sus arterias principales son la calle San Martín, la RN 9 y las avenidas Monseñor Jesús Díaz, Independencia, Sargento Cabral y José María Paz. La plaza Gral. Belgrano es el centro de la vida cívica y recreativa. Al frente de esta se levantan los edificios de la municipalidad y la iglesia de San Francisco Solano.
El puente Lucas Córdoba comunica a Banda del Río Salí con la capital, mientras que la RN 9 cruza la ciudad y sirve de vía de comunicación directa con el resto del país. La ruta provincial RP 302 la enlaza con las poblaciones ubicadas al este del departamento Cruz Alta.

## Población
Cuenta con 63,226 habitantes (Indec, 2010), lo que representa un incremento del 9% frente a los 57,959 habitantes (Indec, 2001) del censo anterior. Estas cifras incluyen a la localidad de Lastenia.
| Gráfica de evolución demográfica de Banda del Río Salí entre 1960 y 2010 |
|                                                                          |
| Fuente: censos nacionales del INDEC                                      |

### Economía
La ciudad posee un marcado perfil industrial, con el ingenio Concepción como su exponente más destacado. Otros establecimientos industriales dignos de mención son el ingenio San Juan, La Zona Franca provincial, Refinerías del Norte y una gran variedad de empresas de distintos rubros. El ex ingenio Lastenia, cerrado en 1966 junto a otras 11 fábricas azucareras por el entonces presidente de facto Juan Carlos Onganía, también tiene su asiento dentro del perímetro urbano bandeño.

### Sismicidad
La sismicidad del área de Tucumán (centro norte de Argentina) es frecuente y de intensidad baja, y un silencio sísmico de terremotos medios a graves cada 30 años.
- Sismo de 1861: aunque dicha actividad geológica catastrófica, ocurre desde épocas prehistóricas, el terremoto del 20 de marzo de 1861 (164 años) con 12.000 muertes,[2] señaló un hito importante dentro de la historia de eventos sísmicos argentinos ya que fue el más fuerte registrado y documentado en el país. A partir del mismo la política de los sucesivos gobiernos del norte y de Cuyo han ido extremando cuidados y restringiendo los códigos de construcción.[1] Y con el terremoto de San Juan de 1944 del 15 de enero de 1944 (81 años) los gobiernos tomaron estado de la enorme gravedad crónica de sismos de la región.
- Sismo de 1931: de 6,3 de intensidad, el cual destruyó parte de sus edificaciones y abrió numerosas grietas en la zona[2][1]

### Deportes
La ciudad cuenta con tres instituciones destacadas en el ámbito deportivo, siendo ellas el Club Atlético Concepción (originado del Ingenio Azucarero propiedad de don Alfredo Guzmán, quien a su vez estuvo relacionado con la formación del Club Sportivo 9 de Julio de Tucumán, hoy conocido como Sportivo Guzmán), el Club Social y Deportivo Lastenia y el Club Atlético San Juan. De los tres, Concepción fue el que tuvo una actividad reconocida en el ámbito del fútbol nacional, habiendo participado en los Campeonatos Nacionales de la primera división argentina de los años 1980, 1982 y 1983, como así también en los Torneos del Interior de las décadas de 1980 y 1990. Los tres se encuentran afiliados a la Liga Tucumana de Fútbol.

## Personalidades
- José Alperovich, Gobernador de Tucumán en tres oportunidades.
- Guillermo Acosta, futbolista. Ídolo de Atlético Tucumán.